# Музей кружева и льна
Музей кружева и льна — музей в бельгийском городе Кортрейк. В музее была представлена история и многочисленные экспонаты кортрейкского дамаста, а также использование кружева и декоративного полотна в быту.

## История
Музей располагался на старой льняной ферме на Хоог-Кортрейк, рядом с университетом КУЛАКА, где обработка льна традиционно была важной отраслью.
Музей был закрыт из-за снижения интереса. Наиболее важные экспонаты выставлены в новом Музее текстур с 2014 года.
В 2009 году кружева из музея экспонировались в Минске.